# 蒙頂山
蒙頂山又稱蒙山，是中華人民共和國四川省四川盆地西南邊緣雅安市名山縣境內的山脈，是邛崍山南延部分。蒙頂山由上清、玉女、井泉、甘露、菱角五座山峰組成，其中上清峰海拔1456米。蒙頂山共有38個山峰。蒙頂山上有天蓋寺、永興寺、千佛寺以及摩崖等人文景點。蒙頂山的經濟作物有茶葉。蒙頂山的降雨量常年2000毫米以上。